# Schammach (Grafing bei München)
Schammach ist ein Gemeindeteil der Stadt Grafing bei München im oberbayerischen Landkreis Ebersberg. 

## Lage
Das Dorf liegt circa einen Kilometer südwestlich von Grafing und sechs Kilometer nordöstlich von Glonn in der Gemarkung Nettelkofen. Schammach liegt an der Kreisstraße EBE 13 sowie an der Bahnstrecke München–Rosenheim, die die Bebauung von Nord nach Süd teilt. 

## Gewerbegebiet
In Schammach befindet sich das größte Gewerbegebiet Grafings. Schammach ist dabei in zwei Teile geteilt: Östlich der Bahnstrecke München–Rosenheim liegt die Wohnbebauung, westlich der Bahnstrecke das Gewerbegebiet.
Im Juli 2015 wurde bekannt, dass ein privater Investor im Gewerbegebiet ein Asylbewerberheim bauen wollte. Der Antrag, dem die Stadt positiv gegenüberstand, wurde jedoch aufgrund der hohen Lärmbelastung durch die Bahnlinie abgelehnt.

## Geschichte
Schammach gehört seit dem 1. Mai 1978 zur Stadt Grafing, davor zur ehemaligen Gemeinde Nettelkofen. Das erste Anwesen war der Schammerhof, südlich vom Urtelbach, westlich der Bahnstrecke und nördlich der heutigen Kreisstraße EBE 13 gelegen.

## Einwohnerentwicklung
Bei den Volkszählungen in den Jahren 1885, 1900 und 1925 hatte die Einöde jeweils zwei Wohngebäude und acht bzw. 19 bzw. 15 Einwohner. Im Jahr 1950 gab es 89 Einwohner in 13 Wohngebäuden. Bei der Zählung 1987 wurden 57 Wohnungen in 36 Wohngebäuden mit 135 Einwohnern festgestellt.